# Kuwajimalla kagaensis
La kuwajimalla (Kuwajimalla kagaensis) è un rettile estinto appartenente al gruppo dei sauri. Visse nel Cretaceo inferiore (circa 130 milioni di anni fa) e i suoi resti sono stati ritrovati in Giappone.

## Significato dei fossili
Kuwajimalla possedeva denti lanceolati e denticolati, molto simili a quelli dell'attuale iguana. Questo tipo di dentatura è raro tra le lucertole viventi, ed è solitamente considerato indicativo di un animale erbivoro (o più propriamente folivoro).
Questo animale rappresenta il più antico esempio di lucertola erbivora. Prima di questa scoperta, il record apparteneva a Dicothodon, vissuto circa 100 milioni di anni fa, quindi circa 30 milioni di anni dopo. Anche oggi le lucertole erbivore sono rare, e rappresentano solo il 3% circa delle moderne lucertole. La maggior parte delle lucertole si nutre di carne o di insetti, o di un misto di insetti e piante. I fossili di Kuwajimalla potrebbero indicare che le piante con fiori (angiosperme) fossero già esistenti milioni di anni prima di quanto facessero supporre i resti fossili. Si suppone addirittura che le piante con fiori fossero già molto diffuse all'epoca. Attualmente, la più antica prova dell'esistenza di angiosperme risale a circa 125 milioni di anni fa ed è stata rinvenuta in Cina.

## Classificazione
Nonostante la somiglianza nella dentatura, Kuwajimalla non è strettamente imparentato con le odierne iguane. Comparazioni con lucertole attuali ed estinte suggeriscono che questo animale fosse  un parente primitivo dei macrocefalosaurini, un gruppo di grandi lucertole erbivore ben rappresentate nel Cretaceo superiore della Mongolia.